# Oļegs Meļehs
Oļegs Meļehs, nacido el 24 de marzo de 1982, es un ciclista letón, miembro del equipo Meridiana Kamen. 

## Palmarés
2003
- 3.º en el Campeonato de Letonia en Ruta

2004
- Campeonato de Letonia en Ruta
- Campeonato de Letonia Contrarreloj

2005
- 2.º en el Campeonato de Letonia Contrarreloj

2006
- 2.º en el Campeonato de Letonia en Ruta
- 2.º en el Campeonato de Letonia Contrarreloj

2007
- 2.º en el Campeonato de Letonia en Ruta
- 2.º en el Campeonato de Letonia Contrarreloj

2008
- Gran Premio de Moscú
- 2.º en el Campeonato de Letonia Contrarreloj

2009
- Campeonato de Letonia en Ruta